# Palpomyia insularis
Palpomyia insularis är en tvåvingeart som beskrevs av Gustavo R. Spinelli och Eileen D. Grogan 1989. Palpomyia insularis ingår i släktet Palpomyia och familjen svidknott.
Artens utbredningsområde är Puerto Rico. Inga underarter finns listade i Catalogue of Life.